# Friedrich (Anhalt-Harzgerode)

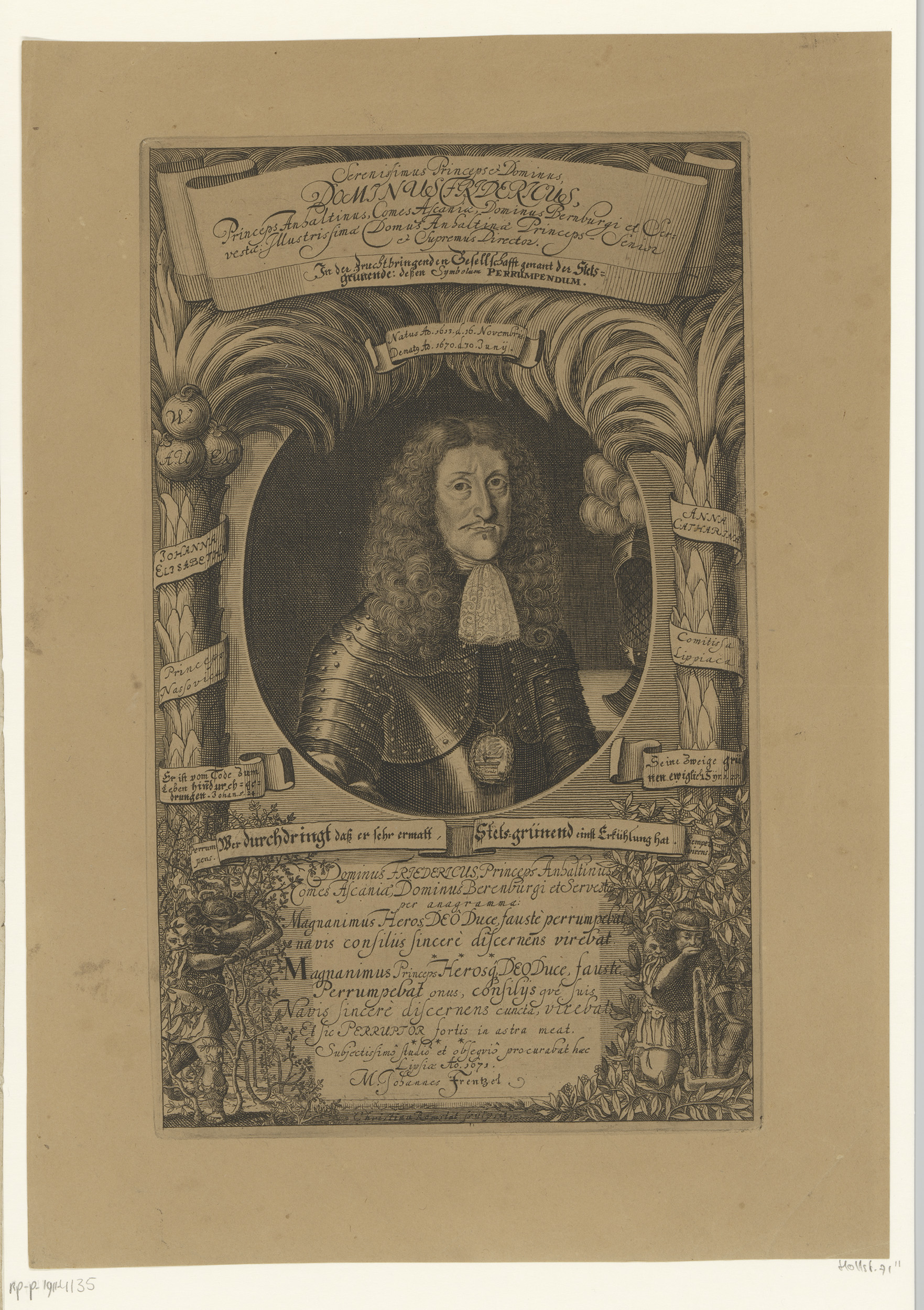
Porträt des Friedrich, Fürst zu Anhalt-Bernburg-Harzgerode

Friedrich von Anhalt-Bernburg-Harzgerode (* 16. November 1613 in Ensdorf, Oberpfalz; † 30. Juni 1670 in Plötzkau) war der erste Fürst von Anhalt-Harzgerode.
Er war der Sohn von Christian I. von Anhalt-Bernburg (1568–1630)  und Anna von Bentheim-Tecklenburg (1579–1624).

## Leben
Nach seiner Ausbildung und der für Fürstensöhne obligatorischen Bildungstour tobte der Dreißigjährige Krieg, der Fürst begab sich 1634 in schwedische Dienste und kämpfte als Oberst und Regimentsinhaber in Böhmen. Aber schon 1635 mit dem Prager Frieden musste er seinen Dienst quittieren, da auch die anhaltinischen Fürsten den Vertrag, der den Krieg zwischen den Reichsständen und dem Kaiser beenden sollte, unterschrieben.
Nach dem Willen seines Vaters, Christian I. von Anhalt-Bernburg, hätte er die Regierung gemeinsam mit dem Bruder Christian II. führen sollen, erreichte jedoch, durch Teilung Anhalt-Bernburgs ein eigenes Fürstentum zu erhalten. Nach komplizierten Verhandlungen konnte am 3. Dezember 1635 ein endgültiger Vergleich zwischen den Brüdern unterzeichnet werden. Das neu konstituierte Fürstentum bestand aus den Ämtern Harzgerode und Güntersberge mit einem halben Dutzend Ortschaften sowie dem östlich von Ballenstedt gelegenen Dorf Radisleben. 1662/63 ließ Friedrich auf Wüstungen die Dörfer Tilkerode und Siptenfelde neu anlegen. 1665 erhielt er das Amt Plötzkau, trat aber Radisleben ab und konnte sein Fürstentum 1669 bei Aufteilung der Senioratsgüter noch um das Amt (Stift) Gernrode erweitern.
Doch das Land war 1635  durch den Dreißigjährigen Krieg ruiniert und schon kurz nach Friedrichs Amtsantritt brannte auch noch die Residenzstadt Harzgerode ab. So übergab der Fürst das Land den erfahrenen Händen seines Bruders und ging auf Reisen, die ihn von Hamburg bis in das Königreich Polen führten. Nach seiner Rückkehr 1636 trat er als Generalmajor in die Dienste Landgraf Wilhelms V. von Hessen-Kassel. 1641 gab er dem Drängen seines Bruders und der anderen anhaltinischen Fürsten nach und kehrte in sein Fürstentum zurück. 1642 heiratete er Johanna Elisabeth aus der Familie der Grafen von Nassau-Hadamar. Er war daraufhin sehr bemüht, das Land aus den Kriegshandlungen herauszuhalten. Zudem versuchte er die Wirtschaft wieder in Schwung zu bringen. Dazu errichtete er bereits 1646 mit dem Tuchhändler Johann Heydtfeld aus Quedlinburg die Eisenhütte Mägdesprung.
1644 kam er mit seinem Vetter Leberecht nach Wien an den kaiserlichen Hof und nutzte die Gelegenheit, sich Ungarn anzusehen. Nach dem Tod seiner Frau 1647 ging er aber wieder auf Reisen, zunächst in den Harz. 1650 übergab er den Sohn seinem Dessauer Cousin und die Tochter der Nassauer Verwandtschaft in Dillenburg zur Erziehung.
Siebeneinhalb Jahre reiste er durch Westeuropa und Italien bis hin zur Insel Malta und gründete 1651 in Venedig die kurzlebige Brüderschaft der beständigen Freundschaft, der zahlreiche namhafte Persönlichkeiten beitraten.
Der Tod seines Bruders ließ ihn am 18. November 1656 wieder zurückkehren. Er heiratete am 26. Mai 1657 Anna Katharina zur Lippe-Detmold, Tochter von Graf Simon VII.
Nach dem Tod von Johann Kasimir von Anhalt-Dessau (1596–1660) war er Senior der anhaltinischen Fürsten. Er unternahm noch zwei weitere Reisen – 1664 in die Schweiz und 1667 in die Niederlande.
Friedrich empfing 1661 die kaiserliche Belehnung über das Fürstentum Anhalt. Er beschäftigte sich mit der Verfassung der neuen Landes- und Prozessordnung, die 1666 eingeführt wurde.
1665 konnte er für die anhaltinischen Fürstentümer das Erstgeburtsrecht einführen (Senioratsvertrag).
Er war unter dem Namen der Stetsgrünende Mitglied der Fruchtbringenden Gesellschaft. Bestattet wurde Fürst Friedrich gemeinsam mit seinen beiden Frauen und der 1647 verstorbenen Tochter in einer Gruft vor dem Altar der Harzgeröder St.-Marien-Kirche.

## Familie
Seine erste Frau wurde 1642 die Gräfin Johanna Elisabeth von Nassau-Hadamar (1619–1647), Tochter von Johann Ludwig und Ursula zur Lippe-Detmold. Das Paar hatte folgende Kinder:
- Wilhelm (1643–1709), Fürst von Anhalt-Harzgerode

⚭ 1. 1671 Gräfin Elisabeth Albertine zu Solms-Laubach (1631–1693)
⚭ 2. 1695 Prinzessin Sophie Auguste von Nassau-Dillenburg (1666–1733)
- Anna Ursula (1645–1647)
- Elisabeth Charlotte (1647–1723)

⚭ 1. 1663 Fürst Wilhelm Ludwig von Anhalt-Köthen (1638–1665)
⚭ 2. 1666 Herzog August von Schleswig-Holstein-Norburg (1635–1699)
Seine zweite Frau heiratete er 1657. Mit Gräfin Anna Katharina zur Lippe-Detmold (1612–1659) hatte er keine Kinder.